# Acordo de Sirte
O Acordo de Sirte é um acordo de paz assinado em 2 de fevereiro de 2007 em Sirte (Líbia) sob a égide do governo líbio de Muammar Gaddafi entre o governo da República Centro-Africana sob François Bozizé e Abdoulaye Miskine, presidente da Frente Democrática do Povo Centro-Africano (FDPC), que também se apresentou como chefe de gabinete da coligação de movimentos envolvidos na guerra civil centro-africana de 2004–2007. Seu alcance permaneceu muito limitado porque muitos líderes rebeldes como Michel Djotodia da União das Forças Democráticas para a Reunificação (UFDR) afirmaram posteriormente não interessados neste acordo, negando qualquer vínculo com Abdoulaye Miskine.

## Contexto
Após o golpe de Estado que colocou François Bozizé à frente da República Centro-Africana em 2003, foi formada uma coalizão rebelde, a União das Forças Democráticas para a Reunificação (UFDR), liderada por Michel Djotodia. O conflito só começou realmente em 2004, mas foi marcado por combates de uma violência sem precedentes e um número muito grande de pessoas deslocadas.
Muitas formações políticas apoiaram a UFDR em sua rebelião contra o autoproclamado Presidente Bozizé, como o Groupe d'action patriotique pour la libération de Centrafrique (GAPLC), o Movimento dos Libertadores Centro-Africanos para a Justiça (MLCJ) e a Frente Democrática Centro-Africana (FDC).
Na tentativa de conter o conflito, o presidente Bozizé assinou na Líbia, sob a égide de Muammar Gaddafi, um acordo de paz em Sirte com Abdoulaye Miskine, presidente da Frente Democrática do Povo Centro-Africano (FDPC) em 2 de fevereiro de 2007.

## Negociações e assinaturas
Abdoulaye Miskine havia rubricado o Acordo de Sirte em nome da UFDR, esperando que seu líder, Abakar Sabone, então preso em Benin a pedido de Bangui, o assinasse.
Michel Djotodia e Abakar Sabone, ambos detidos em Cotonou, receberam o texto do acordo para revisão pelo pastor Isaac Zokoué, presidente do Groupe des Sages, em meados de fevereiro. Permanecendo na prisão apesar de um pedido de cessação do processo emitido pelo governo centro-africano, os dois líderes rebeldes se recusaram a assinar o acordo.

## Resultado
As hostilidades continuam. Um segundo acordo, o Acordo de Birao, foi assinado alguns meses depois, em abril de 2007, com o objetivo de integrar a UFDR no governo do presidente Bozizé.
Após dezoito meses passados na prisão civil de Cotonou, os dois homens foram libertados depois de concordarem em participar na assinatura do primeiro acordo de Libreville, que poria  efetivamente fim à guerra civil centro-africana.

## Conteúdo do acordo
O acordo previa a cessação das hostilidades, o acantonamento das tropas dos dois grupos em local a determinar, seguida da sua integração no exército centro-africano ou a sua reintegração na vida civil.